# Liste der Stolpersteine in Altena (Noord-Brabant)

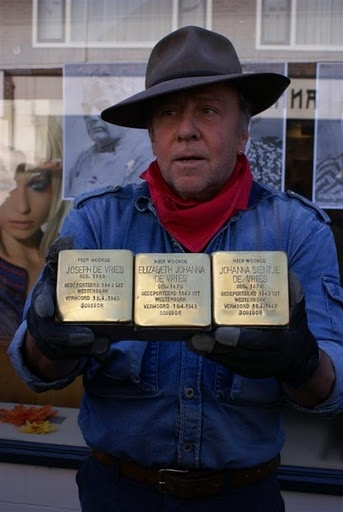
Gunter Demnig verlegt die Stolpersteine für die Familie de Vries in Werkendam

Die Liste der Stolpersteine in Altena umfasst die Stolpersteine, die vom deutschen Künstler Gunter Demnig in Altena verlegt wurden, einer Gemeinde in der niederländischen Provinz Noord-Brabant. Stolpersteine sind Opfern des Nationalsozialismus gewidmet, all jenen, die vom NS-Regime drangsaliert, deportiert, ermordet, in die Emigration oder in den Suizid getrieben wurden. Demnig verlegt für jedes Opfer einen eigenen Stein, im Regelfall vor dem letzten selbst gewählten Wohnsitz.
Die ersten Verlegungen in dieser Gemeinde fanden am 6. April 2010 in Werkendam statt.

## Verlegte Stolpersteine
Insgesamt wurden im Gemeindegebiet elf Stolpersteine verlegt.

### Eethen
In Eethen, einer vormals selbstständigen Gemeinde, wurde ein Stolperstein verlegt.
| Stolperstein | Übersetzung | Verlegort                             | Name, Leben                      |
| ------------ | --- | ------------------------------------- | -------------------------------- |
|              | HIER WOHNTE FRITS ALBERT CITROEN GEB. 1905 ABGEHOLT 24-7-1942 DEPORTIERT 1942 AUS WESTERBORK ERMORDET 15-4-1943 AUSCHWITZ | Eethen, Cornelis Branderhorststraat 5 | Frits Albert Citroen (1905–1943) |

### Werkendam
In Werkendam wurden drei Stolpersteine an einer Anschrift verlegt.
| Stolperstein | Übersetzung                                                                                                | Verlegort                | Name, Leben                            |
| ------------ | --- | ------------------------ | -------------------------------------- |
|              | HIER WOHNTE ELIZABETH JOHANNA DE VRIES GEB. 1870 DEPORTIERT 1943 AUS WESTERBORK ERMORDET 16.4.1943 SOBIBOR | Werkendam, Hoogstraat 31 | Elizabeth Johanna de Vries (1870–1943) |
|              | HIER WOHNTE JOHANNA SIENTJE DE VRIES GEB. 1874 DEPORTIERT 1943 AUS WESTERBORK ERMORDET 16.4.1943 SOBIBOR   | Werkendam, Hoogstraat 31 | Johanna Sientje de Vries (1874–1943)   |
|              | HIER WOHNTE JOSEPH DE VRIES GEB. 1868 DEPORTIERT 1943 AUS WESTERBORK ERMORDET 16.4.1943 SOBIBOR            | Werkendam, Hoogstraat 31 | Joseph de Vries (1868–1943)            |

### Woudrichem
In der Stadt Woudrichem, die ebenfalls zu Altena zählt, wurden sieben Stolpersteine an zwei Anschriften verlegt.
| Stolperstein | Übersetzung                                                                        | Verlegort                 | Name, Leben                                |
| ------------ | ---------------------------------------------------------------------------------- | ------------------------- | ------------------------------------------ |
|              | HIER WOHNTE ABRAHAM BENJAMINS GEB. 1866 ERMORDET 6.12.1942 AUSCHWITZ               | Woudrichem, Kerkstraat 18 | Hartog Benjamins (1866–1942)               |
|              | HIER WOHNTE HARTOG BENJAMINS GEB. 1878 ERMORDET 2.12.1942 AUSCHWITZ                | Woudrichem, Kerkstraat 74 | Hartog Benjamins (1878–1942)               |
|              | HIER WOHNTE JOZEF ABRAHAM BENJAMINS GEB. 1900 ERMORDET 5.1.1943 AUSCHWITZ          | Woudrichem, Kerkstraat 18 | Jozef Abraham Benjamins (1900–1943)        |
|              | HIER WOHNTE JOZEF ABRAHAM BENJAMINS GEB. 1912 ERMORDET 28.2.1943 AUSCHWITZ         | Woudrichem, Kerkstraat 74 | Jozef Abraham Benjamins (1912–1943)        |
|              | HIER WOHNTE BERENDINA BENJAMINS-BLOK GEB. 1878 ERMORDET 6.12.1942 AUSCHWITZ        | Woudrichem, Kerkstraat 18 | Berendina Benjamins-Blok (1878–1942)       |
|              | HIER WOHNTE JOHANNA BENJAMINS- VAN STRAATEN GEB. 1879 ERMORDET 2.12.1942 AUSCHWITZ | Woudrichem, Kerkstraat 74 | Johanna Benjamins-van Straaten (1879–1942) |
|              | HIER WOHNTE ROSINA HERZBERGER GEB. 1906 ERMORDET 3.9.1942 AUSCHWITZ                | Woudrichem, Kerkstraat 18 | Rosina Herzberger (1906–1942)              |

## Verlegedaten
- 6. April 20210: Werkendam
- 5. Februar 2017: Woudrichem
- 12. März 2019: Ethen